# Dick
Dick er et navn på engelsk, tysk og en række andre sprog. Det bruges både som fornavn (evt. som kælenavn) og efternavn.
Som fornavn er Dick et mandsnavn. Det opstod på engelsk som en kælenavnsvariant af Richard. I 2022 var der 73 mænd med navnet i Danmark. På engelsk bruges ordet også som slang for penis, men det er en senere udvikling fra 1880erne, baseret på navnet.:305  Navnet på retten spotted dick er ikke baseret på personnavnet, men er i stedet beslægtet med dough 'dej' i en betydning der svarer til engelsk pudding.:349  På nederlandsk er Dick en kortform af Dirk eller Diederik.
Efternavnet er på engelsk et patronym baseret på brugen af Dick som fornavn, dvs. at det betyder 'søn af Dick' eller 'søn af Richard', ligesom Dickson.:240 Efternavnet kan også være en middelengelsk stedsbetegnelse beslægtet med ordene dich, diche, dik, dike (moderne engelsk ditch) 'grøft'. På tysk er efternavne med formen Dick opstået på forskellige måder: adjektivet dick 'tyk', substantivet Dickicht 'krat' brugt om en person der bor et sted med krat, som et patronym baseret på Dick brugt som fornavn eller kaldenavn, eller som en variant af Dieck.

## Personer med navnet

### Som fornavn
Visse personer med navnet hedder officielt Richard eller andet, men er kendt under formen Dick.
- Dick Advocaat - nederlandsk fodboldspiller og træner
- Dick Berk - amerikansk trommeslager
- Dick Black - skotsk fodboldspiller
- Dick Brave - tysk musiker
- Dick Bruna - nederlandsk illustrator og forfatter
- Dick Cheney - amerikansk præsident
- Dick Dale - amerikansk rockguitarist
- Dick Draeger - amerikansk roer med en OL-bronzemedalje fra 1960
- Dick Eklund - amerikansk bokser
- Dick Fosbury - amerikansk højdespringer
- Dick Francis - britisk forfatter og rytter
- Dick Jol - nederlandsk fodbolddommer
- Dick Joyce - roer fra New Zealand med to guldmedaljer fra OL
- Dick Kaysø - dansk skuespiller
- Dick Krzywicki - walisisk fodboldspiller
- Dick Lyon - amerikansk roer med en OL-bronzemedalje fra 1964
- Dick Nelson - dansk bokser
- Dick Newell - britisk forretningsmand
- Dick Parry - britisk saxofonist
- Dick Schoenaker - nederlandsk fodboldspiller bl.a. på det nederlandske landshold
- Dick Schoof - nederlandsk premierminister
- Dick Southwood - britisk roer
- Dick Taylor - britisk bassisk i The Rolling Stones
- Dick Tonks - roer og rotræner fra New Zealand med en sølvmedalje fra OL
- Dick Van Dyke - amerikansk skuespiller

### Som efternavn
- Andy Dick - amerikansk komiker
- Derek William Dick - skotsk musiker
- George Dick - skotsk fodboldspiller og træner
- Philip K. Dick - amerikansk forfatter
- Robert Dick - amerikansk fløjtenist og komponist

## Navnet anvendt i medier
- Dick Tracy - tegneserie om fiktiv detektiv med navnet
- Fun with Dick and Jane - amerikansk komedie med Jim Carrey i rollen som Dick Harper
- Landevejsrøveren Dick Turpin - britisk stumfilm om den kriminelle Dick Turpin
- Moby Dick - bog om en fiktiv kaskelothval med navnet